# Scultura dedalica

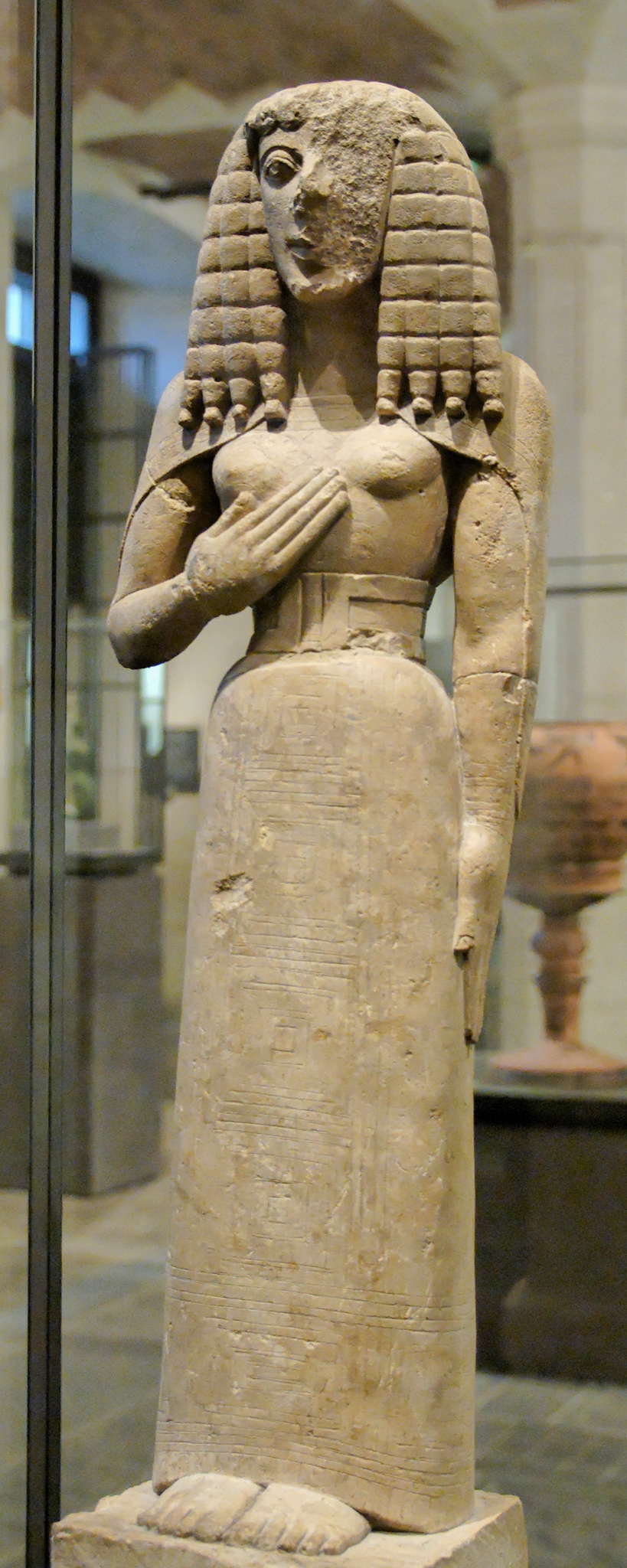
Dama di Auxerre (Creta), terzo quarto del VII secolo a.C., calcare, h 75 cm. Parigi, Louvre 3098.

La scultura dedalica descrive, in base ad un termine adottato dagli storici dell'arte del XX secolo, lo stile particolare che le figure umane assunsero nell'arte greca del VII secolo a.C. e che ebbe diffusione uniforme in tutta la Grecia. In questo secolo di grandi trasformazioni, dovute a cambiamenti sociali, tensioni interne, spostamenti di popoli e contatti tra popoli, la scultura propriamente detta dedalica corrisponde all'ultima fase del periodo orientalizzante, che vede in Grecia la nascita di un'arte monumentale, il superamento delle forme esuberanti del primo periodo e l'approdo ad un sistema di proporzioni. Il bisogno di ordine e contenimento, di cui questa rinnovata concezione unitaria della forma era espressione, aveva radici nel IX secolo a.C., nei cosiddetti "secoli bui", e fu alla base del mondo greco arcaico.

## Fonti letterarie
Il termine deriva dalla tradizione letteraria che frequentemente ricorda la presenza a Creta del mitico scultore e architetto Dedalo, il quale sarebbe stato il primo ad operare in questa professione; i suoi allievi, Dipoinos e Skyllis, si sarebbero poi trasferiti nel Peloponneso, fondando la scuola scultorea di Sicione (Pausania 2.15.1). Riferimenti al Dedalo scultore si trovano anche in Plinio il Vecchio, Apollodoro e Diodoro Siculo. Pausania più volte nella Periegesi della Grecia ricorda uno scultore così chiamato, autore di un Eracle in legno «completamente nudo», sottolinea il viaggiatore, e le cui opere offrirebbero alla vista qualcosa di straordinario e di divino (Paus. 2.4.5). È possibile che lo scultore di Pausania sia realmente esistito e che fosse di origine ateniese ma operante soprattutto a Creta e nelle Cicladi. Sarebbe vissuto in un'epoca in cui veniva costruita la prima statua per l'Heraion di Samo: «I Sami [...] credono che questo tempio sia molto vecchio, opinione fondata sull'origine stessa della statua, in quanto essa è opera di Smilis, figlio di Euclide di Egina e contemporaneo di Dedalo, benché molto meno celebre» (Paus. 7.4.4-7). Ma nella narrazione di Pausania lo scultore reale e l'artefice mitico si sovrappongono e Pausania stesso è consapevole del fatto che "Dedalo" è da tempi remoti un soprannome attribuito a ciò che ha determinate caratteristiche (Paus. 9.3.2).

## Origine e diffusione
Lo stile dedalico si sviluppa nel corso del VII secolo a.C. in seguito ai nuovi contatti della Grecia con il Vicino Oriente e l'Egitto (età orientalizzante). Stando ai ritrovamenti sembra che sculture in pietra di grandezza naturale e più grandi del naturale si ebbero in Grecia solo in seguito ai contatti con l'Oriente, aperto al commercio greco dopo che l'Egitto ebbe conquistato l'Assiria nel 672 a.C. Gli elementi stilistici derivano in primo luogo dagli avori scolpiti siriaci e fenici del IX e dell'VIII secolo a.C., la cui presenza è diffusa, e testimoniata dai ritrovamenti, in tutta la Grecia e soprattutto a Creta. La figura umana dedalica è frontale, i corpi hanno vita stretta e busti triangolari, la parte superiore della testa è piatta, la fronte è bassa con la linea dei capelli dritta, il viso è un triangolo con grandi occhi, incorniciato dai capelli che cadono in massa sulle spalle con divisioni orizzontali o in sottili trecce, secondo uno schema appartenente alla scultura egizia. Per influenza e in uno spirito di competizione con l'arte egiziana le sculture greche cresceranno in dimensione, acquisendo una nuova monumentalità, inizialmente con produzioni in calcare e in seguito sfruttando, particolarmente nelle isole, i marmi locali.
Nel periodo in cui emergeva lo stile dedalico i greci acquisivano la tecnica orientale dello stampo che utilizzavano per la produzione dei pinakes e di altri piccoli oggetti votivi i quali rapidamente e uniformemente diffondevano lo stile dedalico in tutta la Grecia. Creta fu un primo e influente centro di produzione: una grande quantità di terrecotte in stile dedalico è stata ritrovata nei depositi di Gortyna, Axos e Sitia. Altri importanti centri sono Rodi, Sparta e Corinto, ma esempi di arte dedalica in legno, bronzo, avorio, oro, pietra e terracotta sono stati trovati in molte aree greche. La datazione dei lavori dipende largamente da analisi stilistiche e dai collegamenti con la ceramica protocorinzia.

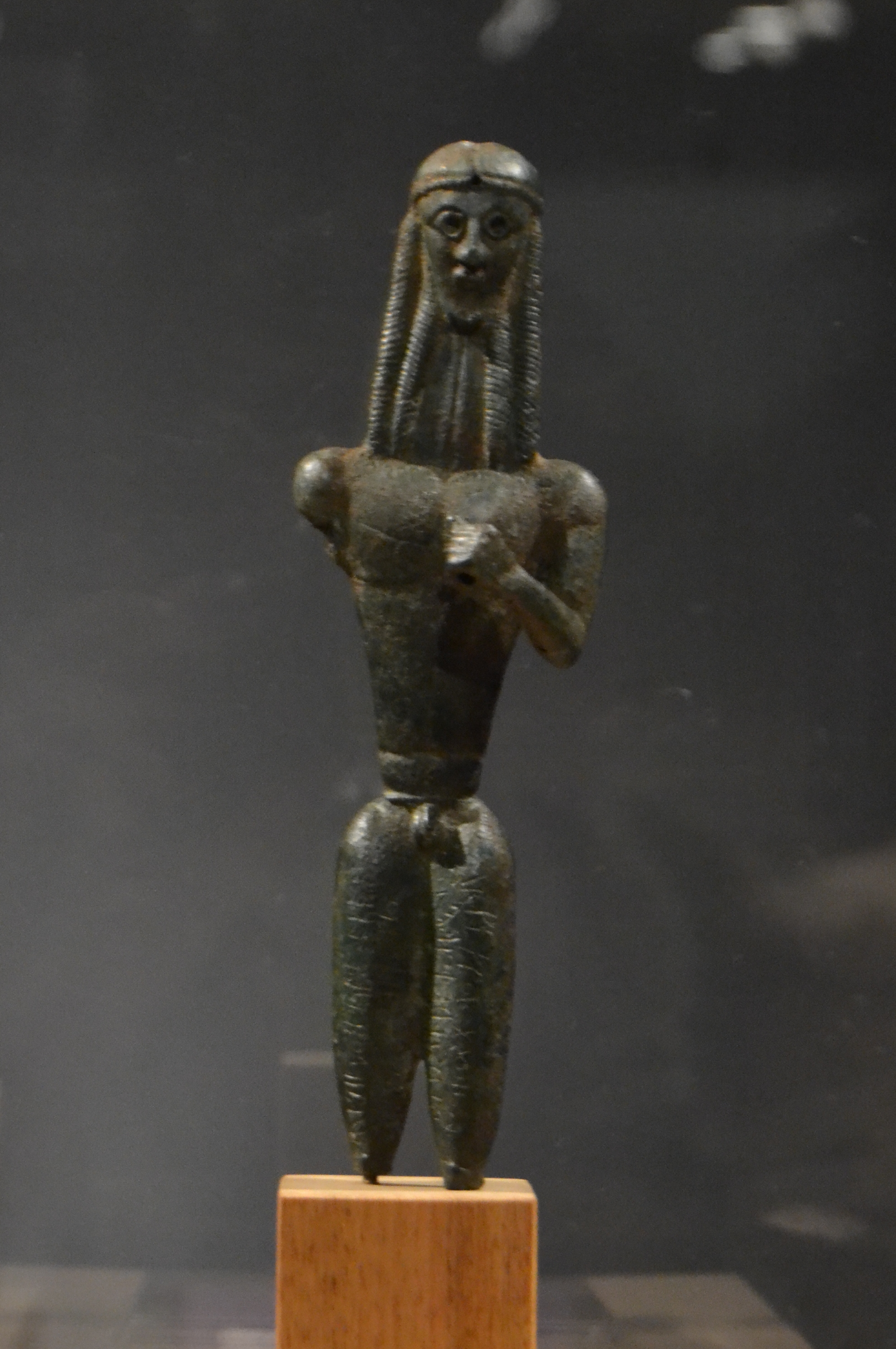
Apollo di Mantiklos,(700-675 a.C.), Boston, Museum of Fine Arts.

## Sviluppo
In una prima fase detta protodedalica (700-675 a.C.) gli elementi siriaci e fenici sono resi con una forte eco del precedente periodo geometrico, come nella statuetta in bronzo dedicata da Mantiklos. Esempio del primo periodo dedalico (675-655 a.C.) è la piccola sfinge in avorio proveniente da Perachora (Atene, Museo archeologico nazionale 16519). Il medio dedalico (655-630 a.C.) è il momento in cui si verificano cambiamenti fondamentali per lo sviluppo successivo della scultura greca; ne resta testimonianza in grandi sculture frammentarie cretesi in calcare che sono le prime sculture a tutto tondo in pietra giunte sino a noi (Museo archeologico di Iraklio 407 e 380); la Dama di Auxerre è più piccola, ma ci è giunta invece in ottimo stato e ci offre «un buon esempio della via media degli scultori cretesi, un'immagine plastica chiara e lucida nelle strutture». Al Peloponneso appartiene il rilievo architettonico calcareo proveniente da Micene (Museo archeologico nazionale di Atene 2869), con la parte superiore di una figura femminile, originariamente facente parte della decorazione di un piccolo tempio eretto sull'acropoli di Micene; presenta un volto dai tagli netti e precisi a cui può accostarsi il piccolo kouros del Museo archeologico di Delfi, di provenienza cretese, opera che sembra già un passo avanti nella direzione della statuaria arcaica, dotata di una intrinseca monumentalità quanto l'ariballo protocorinzio del Louvre (inv. CA 931). Queste opere sembrano aver già codificato le improvvisazioni delle generazioni precedenti in una struttura equilibrata, decisa nei tagli ma composta entro linee di contorno melodiose; si veda per contro il Kriophoros in bronzo (640-610 a.C., h 18 cm) rinvenuto a Creta ed ora ai Musei statali di Berlino: tutt'altro che composto, dai lineamenti pesanti, quasi orientali, come orientale è la presenza del perizoma. Alla fine del medio dedalico (630 a.C.) sono stati datati un rilievo calcareo da Gortyna (Creta) con due figure femminili a grandezza quasi naturale che affiancano una terza maschile al centro (Iraklio 379), il fregio con i guerrieri a cavallo (Iraklio 231) e l'architrave con figure femminili assise, gli ultimi due reperti provenienti dal tempio di Priniàs.
Forse le prime sculture in marmo greche sono stati i perirrantheria, figure a supporto di larghi e poco profondi bacili che possono superare il metro di diametro (da Sparta, Sparta 3362; da Samo, Musei statali di Berlino 1747). La prima statua a grandezza naturale in marmo è la Kore di Nikandre (Atene, Museo archeologico nazionale 1), per molti aspetti conforme al canone maschile egiziano. A partire da quest'opera si andranno col tempo definendo i tipi del kouros e della kore; procedendo con un metodo imparato dagli scultori egiziani le statue erano scolpite per una visione rigidamente frontale a partire dai blocchi di pietra squadrati, come fossero rilievi da realizzare sulle quattro facce principali. La resa anatomica è semplificata nei nudi maschili, mentre viene nascosta sotto le vesti decorate nelle statue femminili.

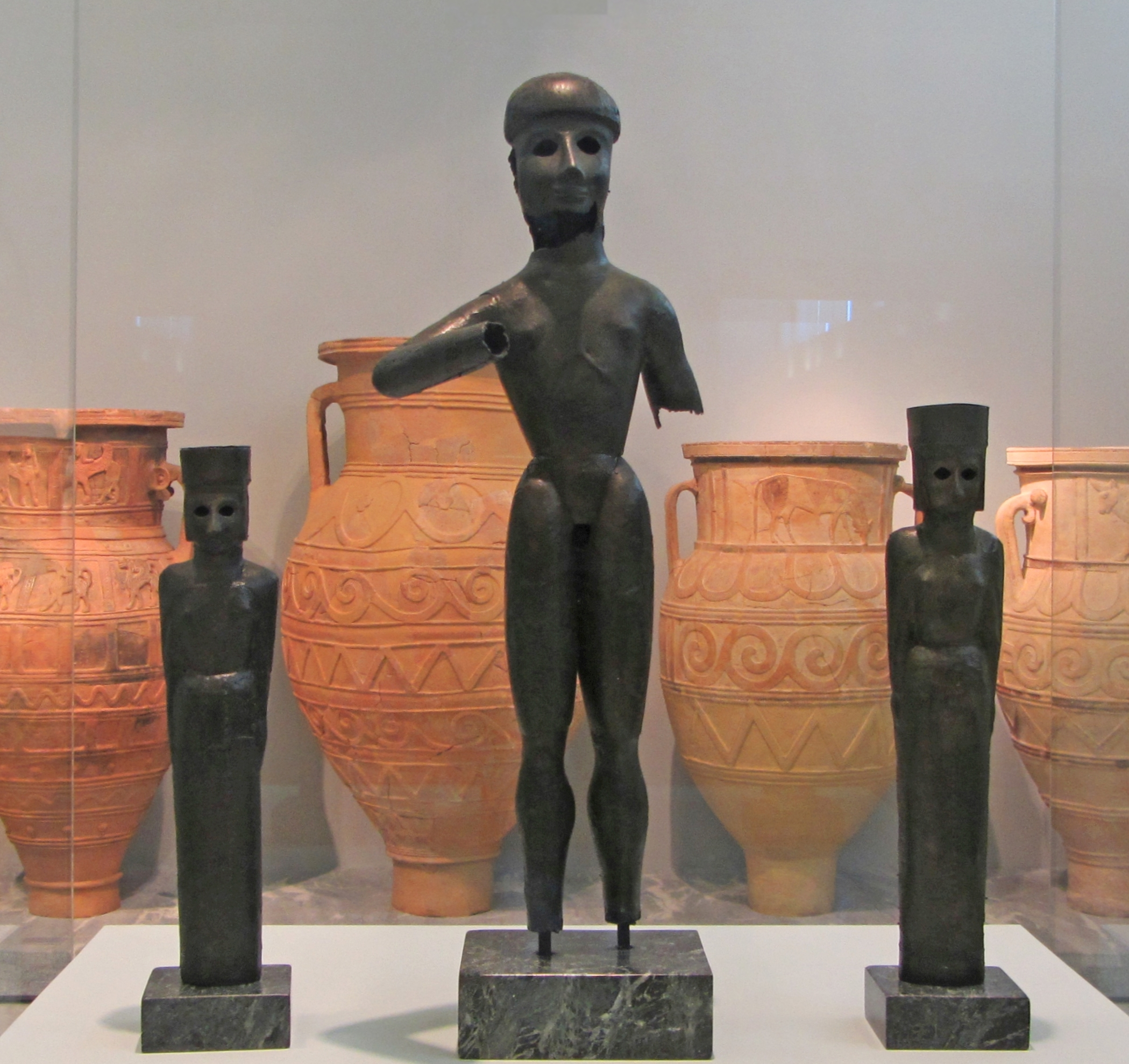
Triade delfica, Museo archeologico di Candia

Il senso di incompletezza e la sottigliezza delle vedute laterali generalmente rilevati nella Kore di Nikandre sono gli stessi che si trovano in un'opera alla quale viene assegnata solitamente una datazione più alta, la Triade delfica di Drero (Iraklio, 2445-7), le cui figure risultano ugualmente dotate di uno spessore minimo; la Triade delfica è composta da tre figure realizzate con la tecnica dello sphyrelaton, tecnica di derivazione orientale che consiste nel martellare e inchiodare lamine metalliche su anime di legno intagliato. Una grande figura maschile (h 80 cm), probabilmente Apollo, è accompagnata da due figure femminili rappresentanti Artemide e Latona, di dimensioni minori (h 45 cm) e identiche tra loro, racchiuse in una forma cilindrica ottenuta grazie all'atteggiamento e alle vesti. Apollo al contrario sembra presentarsi con una difficoltosa volontà di movimento, simile, nel gesto del reggere l'arco, all'Apollo di Mantiklos, benché meno convincente.
Il primo e medio periodo dedalico si configurano come un periodo di transizione e sperimentazione, di tecniche e materiali, manifestantisi in opere di una certa durezza e rigidità ormai lontane dalla freschezza che ancora si trovava nell'Apollo di Mantiklos, verso una direzione in cui la sfida delle dimensioni è solo uno degli aspetti del quale partecipa l'acquisizione di abilità tecniche. 

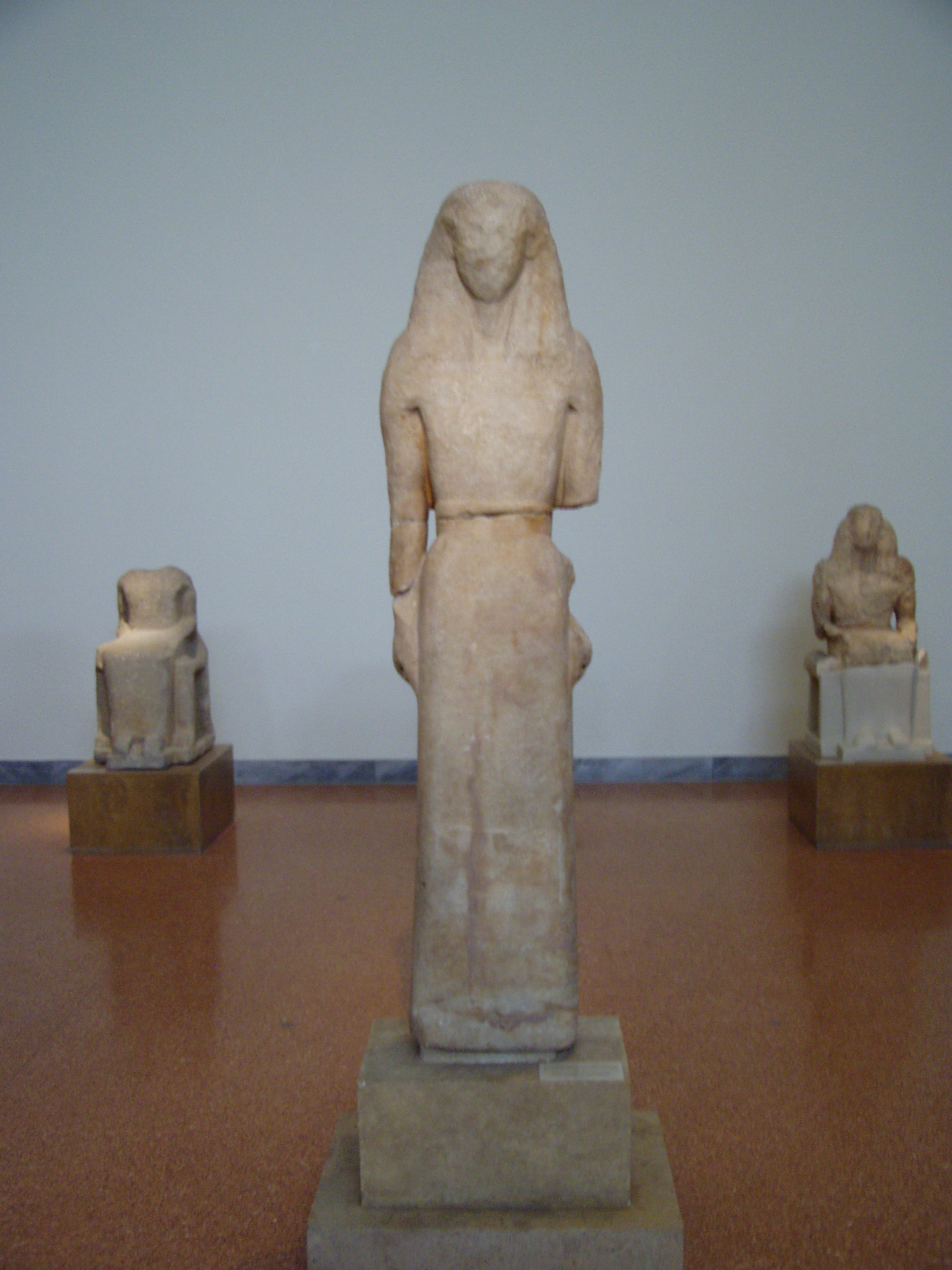
Kore di Nikandre (Delo), 650 a.C., marmo di Nasso, h 180 cm. Atene, Museo archeologico nazionale 1.
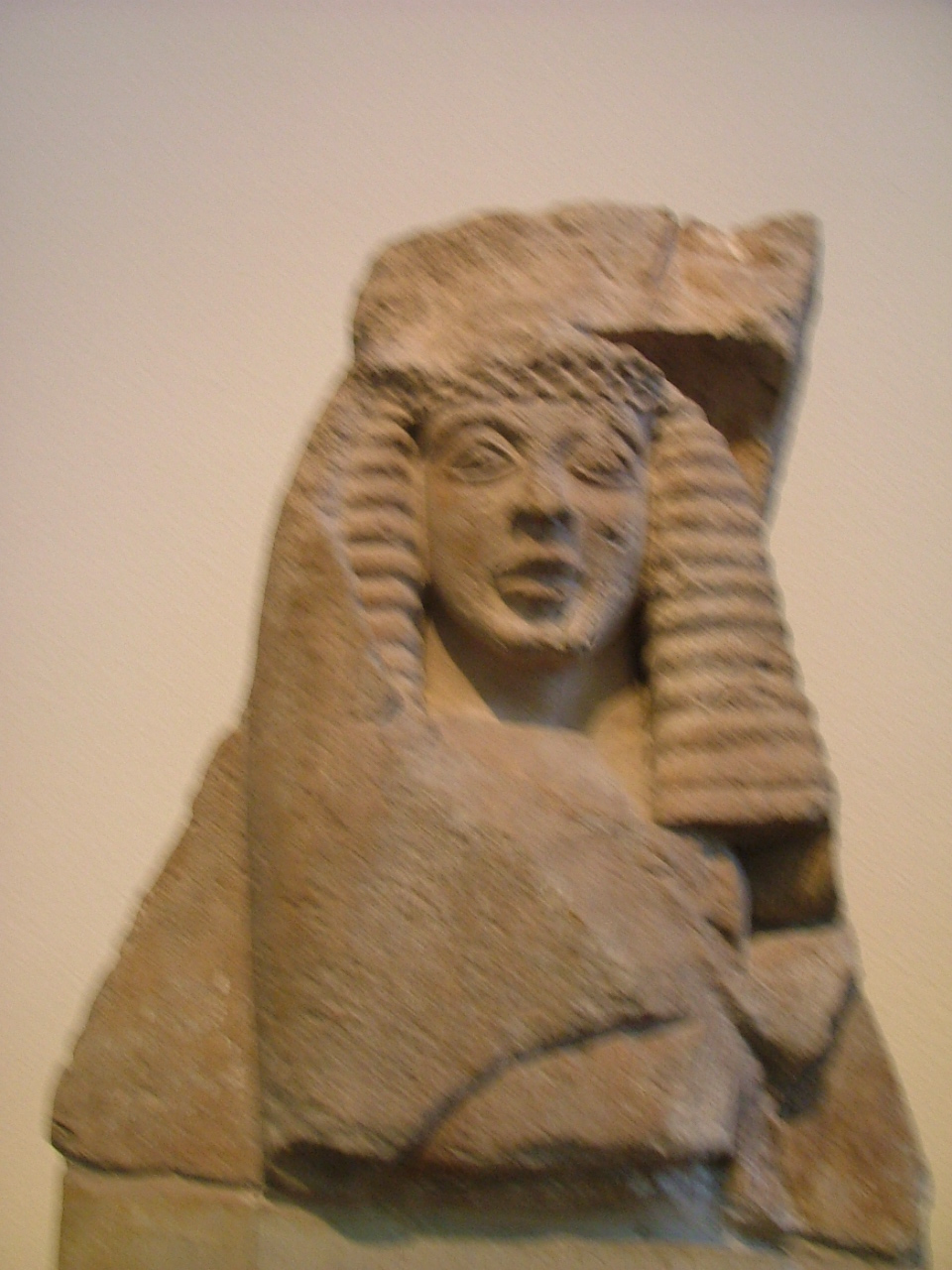
Rilievo di Micene, 630-620 a.C. ca., calcare, h 40 cm. Atene, Museo archeologico nazionale 2869.
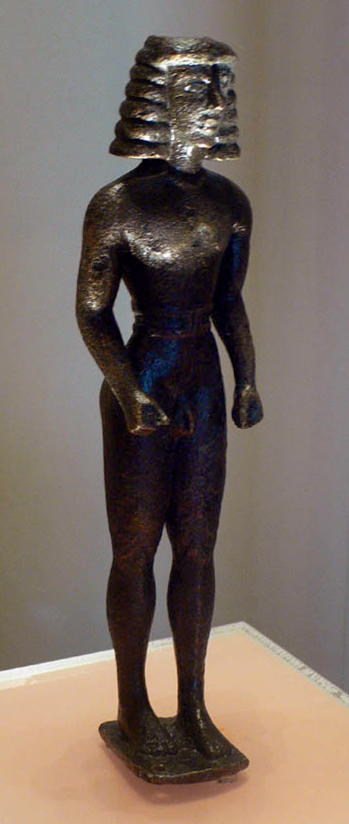
Kouros di Delfi (Creta), terzo quarto del VII secolo a.C., bronzo, h 19,7 cm. Delfi, Museo archeologico.
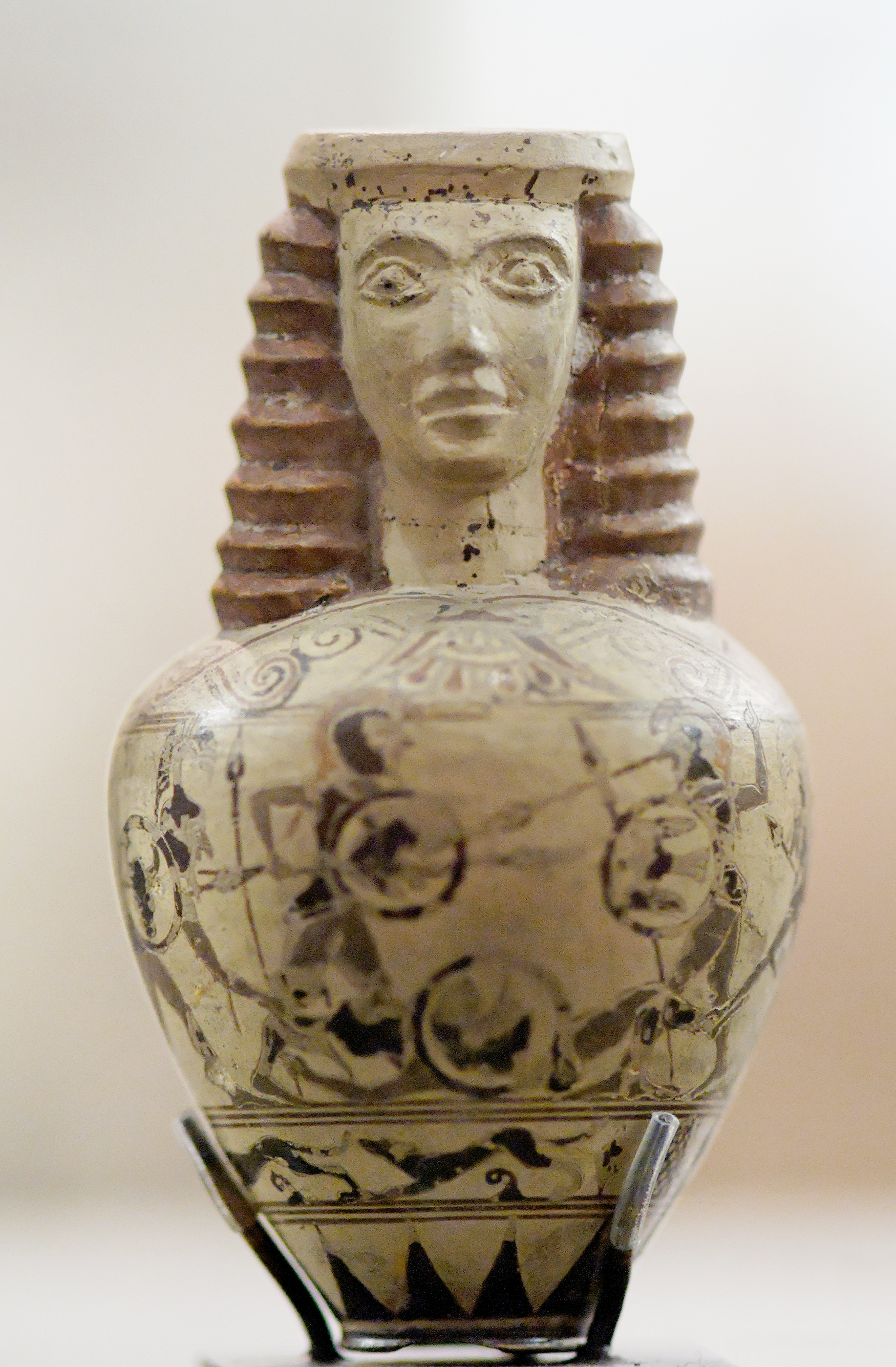
Aryballos protocorinzio (Tebe), metà del VII secolo a.C., h 7.2 cm. Parigi, Louvre CA 931.